# Bartenheim
Bartenheim (Bàrtene in alsaziano) è un comune francese di 4 062 abitanti situato nel dipartimento dell'Alto Reno nella regione del Grand Est.

## Società

### Evoluzione demografica
Abitanti censiti